# Jorge Prieto Letelier
Jorge Prieto Letelier (Recoleta, Santiago, 1 de diciembre de 1904-agosto de 1968) fue un agricultor y político chileno, regidor de Llay-Llay entre 1950 y 1963, y de Santiago entre 1963 y 1967, además de presidente del Partido Conservador Unido entre 1957 y 1961.

## Biografía
Fue hijo de Jenaro Prieto Hurtado y María Letelier Valdés, siendo a la vez hermano del escritor Jenaro Prieto. Se casó con Carolina Correa Pereira, con quien tuvo cuatro hijos.
Estudió en el Colegio de Los Sagrados Corazones.
Siendo elegido regidor de Llay-Llay en 1950, 1953, 1956 y 1960, ejerció también como alcalde de dicha comuna. Miembro del Partido Conservador Unido, fue elegido presidente de dicha colectividad el 24 de marzo de 1957, cargo que desempeñó hasta el 16 de abril de 1961. En las elecciones municipales de abril de 1963 fue elegido regidor por la comuna de Santiago, asumiendo dicho cargo el 19 de mayo.
Fue miembro del Club Hípico y el Club de la Unión. Falleció en agosto de 1968.

## Homenajes póstumos
Como homenaje, varias escuelas y barrios entre otras, llevan su nombre en Chile.